# Šport u 1954.
◄◄ | ◄ | 1951. | 1952. | 1953. | 1954.  | 1955. | 1956. | 1957. | ► | ►►
Arhitektura • Astronautika • Astronomija • Biologija • Film • Fotografija • Glazba • Kazalište • Kemija • Kiparstvo • Knjige • Književnost • Kršćanstvo • Meteorologija • Medicina • Planinarstvo • Politika • Pravo • Promet • Slikarstvo • Strip • Šport • Televizija • Znanost • Zrakoplovstvo • Željeznički promet
Šport u 1954.

## Svijet

### Natjecanja

#### Svjetska natjecanja
- Od 13. do 17. siječnja–- Svjetsko prvenstvo u rukometu u Švedskoj: prvak Švedska
- Od 16. lipnja do 4. srpnja – Svjetsko prvenstvo u nogometu u Švicarskoj: prvak SR Njemačka
- Od 22. listopada do 5. studenog – Svjetsko prvenstvo u košarci u Brazila: prvak SAD

#### Kontinentska natjecanja

##### Europska natjecanja
- Od 31. kolovoza do 5. rujna – Europsko prvenstvo u vaterpolu u Torinu u Italiji: prvak Mađarska

### Osnivanja
- RK Bosna Visoko, bosanskohercegovački rukometni klub
- Guangzhou FC, kineski nogometni klub
- FK Baltika Kalinjingrad, ruski nogometni klub

## Vanjske poveznice
|  | Zajednički poslužitelj ima još gradiva o temi Šport u 1954. |